# 诸子均分制
分割继承制（英语：Partible inheritance），亦称均分继承制，是一种将遗产按比例分配给多位继承人的制度。其核心在于打破单一继承的垄断性，与盛行于封建社会的长子继承制（primogeniture）及兄终弟及（agnatic seniority）形成鲜明对比——前者要求全部或大部分遗产由长子独占，后者则以家族男性成员的长幼顺序决定继承权。父系社會傳統上女儿没有继承权，現代提倡男女平等，不少地區法律規定除非另立遺囑，否則財產均分給各子女。

## 在欧洲
在普通法系与《拿破仑法典》框架下，分割继承制均被广泛采用。后者进一步规定，若无特别遗嘱，遗产需按法定方案均分，例如婚生子女获得等额份额。这种制度设计既体现平等原则，亦暗含对家族财富分散化的社会调控。
分割继承制深深植根于古代凯尔特与日耳曼部落社会。例如日耳曼的萨利克法（Salic patrimony），强调土地在男性子嗣间均分，以此维系部族内部权力平衡。然而，这种制度在中世纪欧洲的封建王国中却成为双刃剑：墨洛温王朝、加洛林王朝、伊比利亚诸国（如卡斯蒂利亚和莱昂）及基辅罗斯均因分割继承导致国土裂解为诸多公国，中央集权逐步瓦解。与之相对，非分割继承制（如长子继承）则与君主制紧密绑定，旨在保持领地完整以巩固王权。
18世纪，新英格兰地区普遍采用分割继承制，而北美南部殖民地则奉行男性长子继承制（无遗嘱情况下）。北方殖民地规定，若无遗嘱，长子可获双倍份额，其余子嗣均分剩余遗产。但研究表明，殖民地强烈的遗产规划意识削弱了不同继承制度对人口结构的影响差异——无论采用何种制度，家族倾向于通过遗嘱主动分配财产，从而减少制度本身的实践分歧。